# Келибия
Келибия (араб. قليبية‎) — небольшой прибрежный город в северо-восточной части Туниса примерно в 100 километрах от столицы государства. Город располагается на вершине полуострова Кап-Бон в вилайете Набуль. Занимает третье место по численности население в  провинции после городов Набуль и Хаммамет.
Келибия является важным рыбацким портом через который ежегодно проходит 15000 тонн различных морепродуктов, что составляет около 15 % всей вылавливаемой в Тунисе рыбы; В Келибии распространено рыболовство с использованием рыбацких фонарей.
Прекрасные пляжи в окрестностях города привлекают множество отдыхающих.
В регионе производится сухое виноградное вино Мускат Келибии, широко известное по всей стране.

## Этимология
Город Келибия расположен на возвышенном мысе Тафитис, который по своей форме напоминает щит, откуда и возникло сначала греческое название города Аспис, а затем и латинское — Клупея. Название Клупея возникло во времена когда город принадлежал к римской провинции Бизацена, причём буква П позже трансформировалась в букву Б, поскольку арабы не могли её произносить.

## Климат
| Показатель                    | Янв. | Фев.  | Март  | Апр.  | Май   | Июнь | Июль | Авг. | Сен.  | Окт.  | Нояб.  | Дек.  | Год    |
| ----------------------------- | ---- | ----- | ----- | ----- | ----- | ---- | ---- | ---- | ----- | ----- | ------ | ----- | ------ |
| Средний суточный максимум, °C | 16,7 | 18    | 18,2  | 20,6  | 23,2  | 26,9 | 30,9 | 31,6 | 27,8  | 24,9  | 21,2   | 17,8  | 23,15  |
| Средняя температура, °C       | 13,1 | 13,7  | 15,2  | 17,2  | 19,7  | 23,3 | 27,9 | 28,8 | 24,4  | 21,6  | 17,9   | 14,6  | 19,78  |
| Средний суточный минимум, °C  | 9,3  | 9,3   | 11,1  | 13,1  | 15,4  | 18,3 | 22,6 | 22,4 | 20,4  | 17,6  | 13,9   | 9,9   | 15,28  |
| Норма осадков, мм             | 92,7 | 46,72 | 84,32 | 34,03 | 40,65 | 2,8  | 0    | 0,51 | 42,91 | 53,86 | 104,39 | 26,67 | 529,56 |
| Источник: Tutiempo Network    |      |       |       |       |       |      |      |      |       |       |        |       |        |

## История

### Древние времена
Под именем Клупея город был основан тираном Агафоклом из Сиракуз во времена его неудачного вторжения в Северную Африку. После ухода Агафокла городом владели карфагеняне.
В 256 году до нашей эры город занял римский консул Марк Атилий Регул в ходе Первой Пунической войны, превратив его в плацдарм для своих нападений на Карфаген; через год после опустошения территории полуострова Кап-Бон наступление римлян потерпело неудачу и домой вернулось буквально несколько солдат.
В ходе Третьей Пунической войны, последней войны между римлянами и карфагенянами, консул Луций Кальпурний Пизон Цезонин держал город в осаде, однако Келибия устояла и римляне отступили.
В 45 году до нашей эры Гай Юлий Цезарь основал здесь римскую колонию. По утверждениям Плиния Старшего, Клупея позже стала свободным городом, порт которого имел достаточные размеры чтобы давать убежище флоту римлян и занимал крайне важное местоположение для мореходства.
В наши дни можно видеть останки древнего города на участке между холмом и морем, а также восстановленную крепость Келибия на вершине холма. Также сохранились значительные части пристани и мола древнего порта.

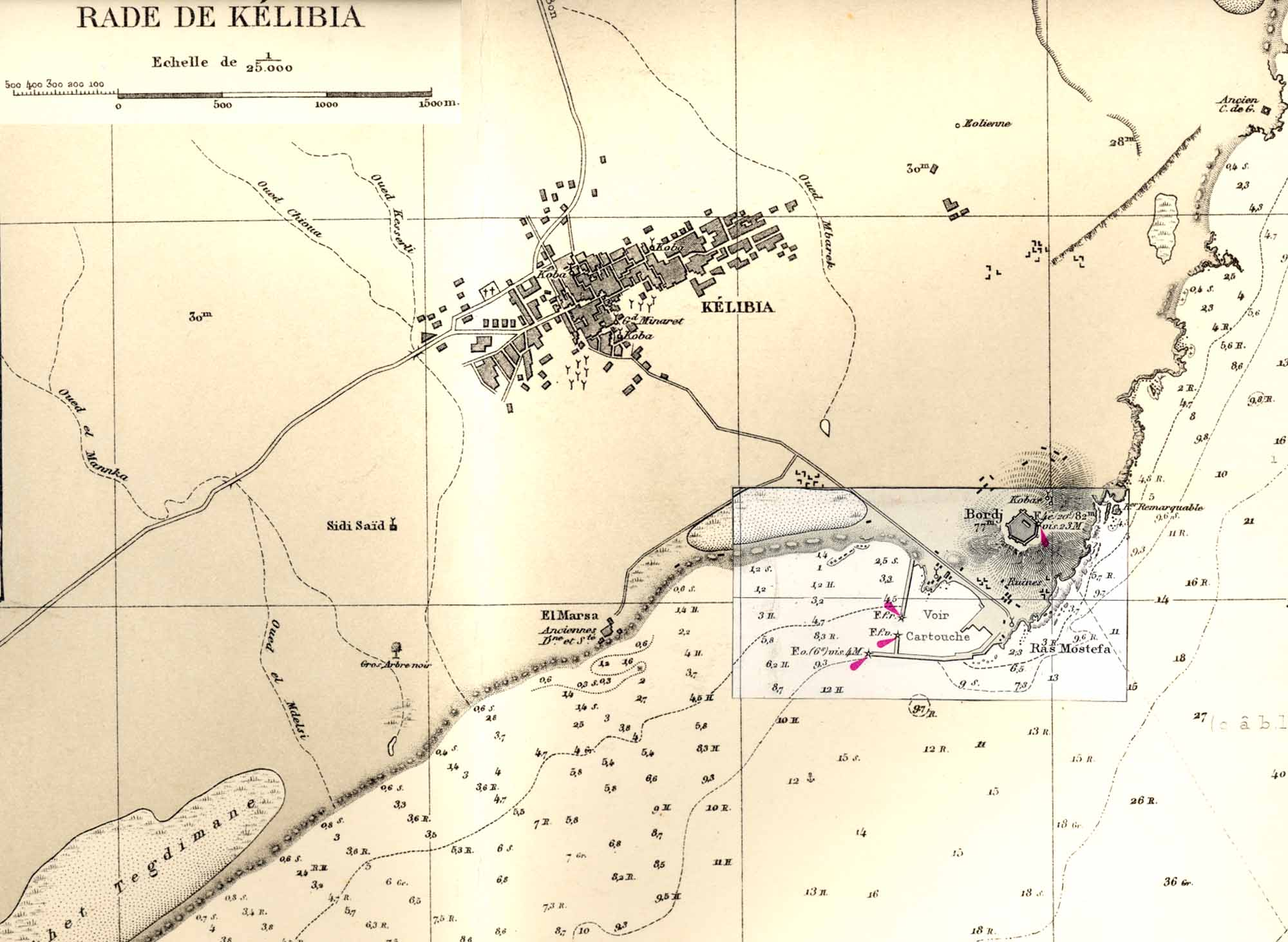
Келибия и её рейд в 1883 году, до модернизации порта, выполненной в 1954 году

В 2007 году в ходе раскопок у подножия крепости была обнаружена мозаика с изображением двенадцати семисвечников и текста на латинице; находка датируется примерно V веком до нашей эры.

### Вторая мировая война
В ходе операции «Пьедестал» лёгкий крейсер «Манчестер» ВМФ Великобритании был атакован у острова Пантеллерия двумя итальянскими торпедными катерами: британский крейсер затонул возле Келибии 13 августа 1942 года.

## Культура
Начиная с 1964 года в Келибии проводится Международный фестиваль любительского кино.

## Спорт
Келибия считается вотчиной тунисского волейбола, поскольку именно тут базируется клуб Club olympique de Kélibia, основанный в 1957 году и действующий начиная с 1959 года; клуб имеет в своем активе два титула Чемпион Туниса в 1977 и в 2003 годах, восемь кубков — 1972, 1974, 1975, 1976, 1978, 1989, 2004 и 2011 годов, а также арабский Кубок чемпионов 1998 года.

## Города-побратимы
- Альмуньекар, Испания